# Orca Ride
Orca Ride is een stalen achtbaan van het type Tivoli in het Belgische park Boudewijn Seapark in Brugge. De baan is gebouwd door de Duitse firma Zierer en is in werking sinds het jaar 2000.

## Incident
In 2018 raakte een jongetje vastgeklemd in de achtbaantrein toen hij wilde uitstappen.